# (4352) Kyoto
(4352) Kyoto es un asteroide perteneciente al cinturón de asteroides, descubierto el 29 de octubre de 1989 por Atsushi Sugie desde el Observatorio Astronómico Dynic, Taga, Japón.

## Designación y nombre
Designado provisionalmente como 1989 UW1. Fue nombrado Kyoto en homenaje a los 1200 años, en el año 1994, del establecimiento de la ciudad de Kioto como capital de Japón por el emperador Kanmu Tennō.

## Características orbitales
Kyoto está situado a una distancia media del Sol de 2,759 ua, pudiendo alejarse hasta 3,307 ua y acercarse hasta 2,212 ua. Su excentricidad es 0,198 y la inclinación orbital 11,09 grados. Emplea 1674 días en completar una órbita alrededor del Sol.

## Características físicas
La magnitud absoluta de Kyoto es 11,7. Tiene 11,61 km de diámetro y su albedo se estima en 0,29. Está asignado al tipo espectral S según la clasificación SMASSII.